# Бенямишек
«Бенямишек» (польск.: Beniamiszek) — польский фильм 1975 года режиссёра Влодзимежа Ольшевского.

## Сюжет
Экранизация рассказа И. С. Тургенева «Конец Чертопханова», но действие перенесено в Польшу.
Некогда богатый помещик Яцек Жегота теряет всё: поместье, друзей и любимую женщину. Одна радость и утеха остаётся у него — прекрасный конь, доставшийся ему, однако, при весьма странных обстоятельствах. Но коня украли. Через год поисков Жегота находит его и выкупает у цыгана, но он не уверен, что это его Бенямишек… постоянно мучившие его сомнения приводят к трагическому финалу.

## В ролях
- Богуш Билевский — Яцек Жегота
- Мацей Даменцкий — Игнац, его слуга
- Януш Гайос — торговец
- Аркадиуш Базак — помощник ксендза
- Александр Фогель — пристав
- Эва Далковская — Ханка
- Лешек Телешиньский — граф
- Эва Марковская — графиня
- Юлиуш Любич-Лисовский — крестьянин

В роли коня Бенямишека — Намет, чистокровный арабский жеребец из Государственной конной конюшни в Михалове.

## Фестивали и награды
- 1976 — Фестиваль польских художественных фильмов в Гдыне — приз за лучшую операторскую работу.